# Simon Richardson
Simon Richardson  (n. 10 noiembrie 1966, Porthcawl, Țara Galilor, Regatul Unit) este un ciclist britanic, campion multiplu paraolimpic la ciclism rutier.
Richardson a avut în anul 2001 un accidentat grav la picior și coloana vetrebrală, cauzat de o mașină. Abia la 3 ani după accident, sfătuit de medici a început pentru reabiltare  să meargă din nou cu bicicleta. În anul 2008 a câștigat la jocurile paralimpice o medalie de aur, stabilind un nou record mondial, în Pekin pe cursă în timp pe distanța de 1 km. După două zile câștigă la individual a doua medalie de aur, iar peste 3 zile câștigă o medalie de argint. Simon Richardson este căsătorit și are doi copii.

## Palmares
Jocuri Paralimpice
- 2008:  Aur ciclism rutier, pe 1 km (LC 3-4)
- 2008:  Aur ciclism rutier, individual (LC 3)
- 2008:  Argint ciclism rutier, (LC 3)